# Axel Munthe
Axel Martin Fredrik Munthe (n. 31 octombrie 1857, Döderhults parish⁠(d), Comitatul Kalmar, Suedia – d. 11 februarie 1949, Storkyrkoförsamlingen⁠(d), Comitatul Stockholm, Suedia) a fost medic, psihiatru și scriitor suedez.
Este cunoscut mai ales ca autor al Cărții de la San Michele (1929), o povestire autobiografică romanțată a vieții și a activității sale.
Axel Munthe a fost o persoană cu un caracter internațional. Vorbea mai multe limbi (suedeza, engleza, franceza, italiana - graiurile napolitan și capriot, ambele fluent - și, destul de bine, germana), se născuse și crescuse în Suedia, studiase medicina și deschisese un cabinet medical în Franța, fusese căsătorit cu o aristocrată engleză și își petrecuse cea mai mare parte din viața de adult în Italia. Avea o înclinare naturală de filantrop, tratându-și adesea pacienții săraci fără să accepte onorariul de medic și riscându-și viața de mai multe ori pentru a da ajutor, în timpul războiului, dezastrelor naturale sau epidemiilor, deși ar fi putut să rămână la distanță și în siguranță. Era un neobosit apărător al drepturilor animalelor. A cumpărat un teren, lângă vila lui din insula Capri, pentru a crea o zonă de protecție a păsărilor, interzicând folosirea capcanelor sau metodelor chinuitoare de prindere. Ținea și îngrijea animale de casă: câini, o maimuță și o bufniță.

## Familia
Familia lui Axel Munthe a venit din Flandra și s-a stabilit în Suedia în secolul al XVI-lea. Tatăl lui a fost farmacist.

## Studii
A început studiile superioare în anul 1874 la Universitatea din Uppsala. În anul 1875, în timpul unei călătorii, a navigat la bordul unei mici ambarcații de la Sorrento la insula Capri. A urcat treptele feniciene până la Anacapri, unde lângă casa unui țăran a observat întâmplător ruinele unei capele dedicate Sfântului Mihail. A fost imediat cucerit de ideea de a reconstrui ruinele sub forma unei locuințe pe care, cândva, să o locuiască.
Și-a continuat studiile de medicină la Uppsala, terminându-le la Montpellier și la Paris, unde a fost elevul lui Charcot. A obținut doctoratul în medicină în 1880, la vârsta de 23 de ani. Cu toate că teza de doctorat a fost din domeniile ginecologiei și obstetricii, fiind impresionat puternic de lucrările de pionierat în neurologie ale lui Jean-Matin Charcot, a urmat cursurile acestuia la Spitalul Salpêtrière.

## Paris și Italia

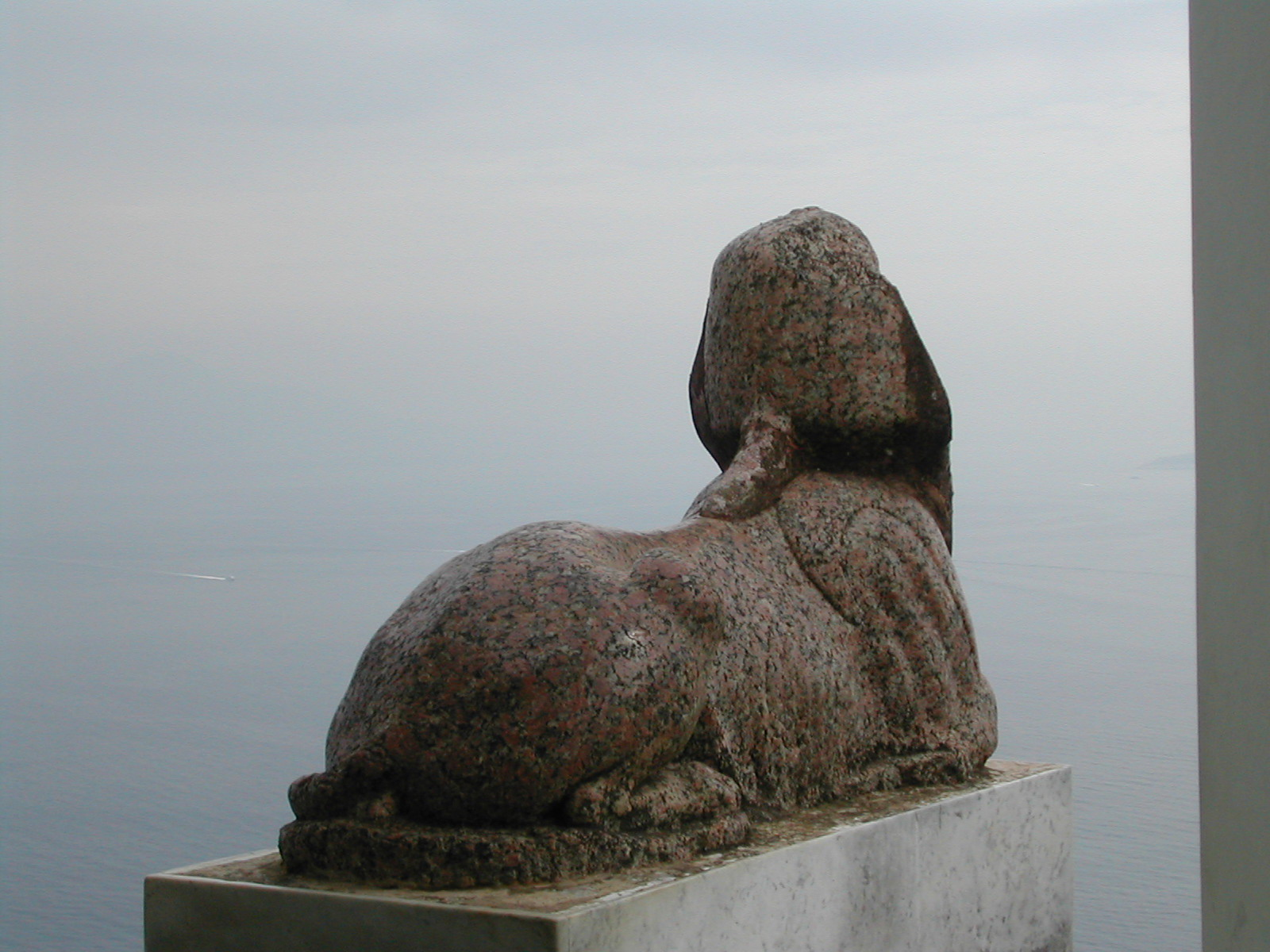
Sfinxul de la Vila San Michele, Anacapri

După obținerea dreptului de liberă practică a medicinei, Munthe și-a deschis un cabinet la Paris, mult apreciat de artiștii scandinavi din capitala Franței. În 1883, a călătorit la Napoli pentru a participa la eradicarea epidemiei de holeră. 
În 1887, s-a mutat la Anacapri, a izbutit să cumpere vila San Michele și a început reconstruirea vechilor clădiri. A făcut multe din lucrări singur, dar și folosindu-se de localnici, mai ales de o familie formată din tatăl și cei trei fii ai acestuia.
În 1890, lipsindu-i banii necesari pentru continuarea lucrărilor de reconstrucție, a deschis un cabinet la Roma. Avea clientelă între demnitarii străini, dar și dintre populația locală. Era nevoit să-și împartă timpul între Roma și Capri.

## Regina Victoria a Suediei
În anul 1892, Axel Munthe a devenit medicul familiei regale a Suediei. În special, el a fost medicul personal al prințesei Victoria de Baden și a continuat și după ce aceasta a devenit regină, până la moartea ei, în 1930. Totuși, aceasta nu înseamnă că ea se afla în îngrijirea lui permanentă.
Victoria suferea de o bronșită severă și este posibil să fi avut și tuberculoză. Munthe i-a recomandat să petreacă iernile la Capri, pentru a-și îngriji sănătatea. La început a ezitat, dar în toamna anului 1910, a călătorit la Capri și începând de atunci, cu excepția anilor Primului Război Mondial și a câtorva ani spre sfârșitul vieții, a petrecut la Capri câteva luni pe an.
Atunci când stătea la Capri, regina mergea adesea diminețile la Villa San Michele, pentru a face împreună cu Munthe plimbări prin insulă. Munthe și regina organizau uneori concerte de seară la San Michele, regina cântând la pian. Regina împărtășea dragostea lui Munthe pentru animale - având ea însăși un câine de companie - ajutându-l în eforturile lui de a cumpăra Muntele Barbarossa, pentru a-l transforma într-un sanctuar al păsărilor.

## Căsătorii
La 24 noiembrie 1880, Axel Munthe s-a căsătorit cu suedeza Ultima Hornberg, pe care a cunoscut-o în timpul studiilor de la Paris. Au divorțat către 1890.
În 1907, Munthe s-a căsătorit cu Hilda Pennington-Mellor. A doua lui soție provenea dintr-o familie din mediul aristocratic englez. Familia ei deținea două proprietăți notabile: Hellens, în Herefordshire, una dintre cele mai vechi locuințe din Anglia, și Southside House, o locuință impresionantă din Wimbledon Common, în Londra. Au avut doi fii: Peter și Malcolm.
O istorioară povestește că Axel Munthe purta o discuție cu editorul său, John Murray, în grădina casei din Southside, despre publicarea Cărții de la San Michele. Murray i-a spus că străbunul său, care fusese tot editor și se numise tot John Murray, stătuse în aceeași grădină discutând cu lordul Byron despre publicarea cărților acestuia.
În anii 1910-1911, doctorul Munthe a clădit, ca dar de nuntă pentru soția sa, o casă de vară cu 14 încăperi. Inițial numită „Stengården” („Castelul de piatră”), după moartea Hildei a fost numită „Hildasholm”. Casa a fost construită în mijlocul arborilor de pe malul lacului Siljan din regiunea Dalarna, în Suedia. A fost proiectată de arhitectul Torben Grut, cel care a dorit, în 1912, să extindă stadionul din Stockholm folosit în acel an pentru Jocurile Olimpice.
Casa este mobilată cu piese de mobilă italiană, englezească și franțuzească din secolele XVII, XVIII și XIX. Hilda a înconjurat casa cu o grădină englezească, care se combină cu stâncile și cu dramaticul peisaj natural al zonei. Doamna Munthe și copiii locuiau de obicei în aceasă casă în timpul verii, dar Axel Munthe nu era prea des acolo, petrecând cât mai mult timp posibil la San Michele.

## Primul Război Mondial
În timpul Primului Război Mondial, Munthe a servit într-o unitate de ambulanță. Experiențele din timpul războiului le-a relatat în cartea Red Cross, Iron Cross.

## Ultimii ani
Munthe a suferit de o boală a ochilor care îl putea aduce la orbire. Cum nu mai putea suporta lumina puternică a soarelui din Italia sau din insula Capri a trebuit să se întoarcă pentru câțiva ani în Suedia, unde a scris Cartea de la San Michele, pe care a publicat-o în limba engleză cu titlul The Story of San Michele, în 1929. Cartea a fost bine primită, a fost tradusă în cel puțin patruzeci și cinci de limbi și este una dintre cele mai celebre cărți ale secolului al XX-lea.
O operație i-a restabilit vederea și a petrecut încă un număr de ani la San Michele, după care, în 1942, s-a întors în Suedia. Ultimii ani ai vieții i-a petrecut ca musafir oficial al regelui Suediei.
În timpul celui de-al Doilea Război Mondial, fiul său Malcolm Pennington Mellor Munthe a servit, lucrând în spatele liniei de ocupație germană din Scandinavia ocupată, în cadrul organizației Special Operations Executive. Apoi a participat la cunoscuta invazie aliată de la Anzio. Malcolm a fost urmărit drastic în timpul războiului, trebuind să ducă practic o viață acoperită.

## Concepții medicale
Axel Munthe a încercat, de câte ori a fost posibil, să evite prescrierea de medicamente pentru tratarea pacienților cu tulburări psihice. Recomanda cel mai adesea tratamentul prin hipnoză, muzică, sau alte metode medicale alternative adecvate. A avut o oarecare participare la cercetările lui Louis Pasteur pentru prepararea vaccinului împotriva turbării. El credea în necesitatea eutanasierii, ca de exemplu în cazul turbării, în cazurile de suferință intensă și lipsite de orice speranță pentru cel bolnav.

## Opera literară
Romanul său autobiografic The Story of San Michele  (Cartea de la San Michele) s-a bucurat de o reputație internațională.
Scris într-o manieră oarecum ciudată, este în primul rând, o relatare a experiențelor sale de viață colorată însă cu licențe dramatice. A scris mai ales despre oameni și despre ciudățeniile lor, descriind slăbiciunile bogaților și săracilor (și a câtorva animale), adesea într-o manieră tragică și, în același timp, comică.
Letters From A Mourning City a fost publicată în Anglia în 1884 și cuprinde relatarea experiențelor trăite în timpul epidemiei de holeră de la Neapole. O parte din aceste relatări au fost publicate inițial în ziarul Stockholms Dagblad. Cartea a fost publicată, în anul 1885, în limba suedeză, în traducerea autorului.
Vagaries a fost tipărită la Londra în 1898. O a doua ediție a apărut în 1908, cu titlul Memories and Vagaries. În 1930, a apărut o nouă ediție, având adăugată o prefață și cu mici diferențe în alegerea și ordonarea povestirilor. Unele traduceri în alte limbi au primit titluri diferite, ca de exemplu O carte veche despre oameni și animale sau Oameni și animale.
Red Cross, Iron Cross ("Crucea Roșie și Crucea de Fier"), a fost publicată anonim în engleză, la Londra în 1916, ca fiind scrisă de „un medic din Franța”, întregul câștig fiind donat Crucii Roșii franceze. Cartea cuprinde întâmplări trăite în timpul Primului Război Mondial, fiind descrise ororile acestuia de pe poziții antiprusace.
O a doua ediție, de data aceasta purtând numele autorului, a fost publicată în 1930.
În 1918 a publicat cartea For those who love music.
Cartea de la San Michele (The Story of San Michele), tradusă în limba română în 1945 și ilustrată de Fred Micoș, surclasează alte publicații ale lui Munthe și cuprinde material din lucrările publicate anterior. Lucrările lui publicate anterior pot fi cu greu găsite. În limba română, cartea a apărut la începutul anilor '30, în traducerea lui Felix Aderca, la Editura „Naționala Ciornei” din București și a cunoscut mai multe tiraje. O nouă traducere, de data aceasta a Teodorei Sadoveanu, a apărut în anul 1970, la Editura Dacia din Cluj. În România, lucrarea s-a bucurat de foarte bună apreciere din partea cititorilor.

## Publicații în limba suedeză
- Från Napoli, 1885
- Små skizzer,  Stockholm, 1888
- Bref och skizzer, Stockholm, 1909

## Film
Sub titlul Cartea de la San Michele, a fost realizată în 1962 o coproducție germano/francezo/italiană, cu actorul O. W. Fischer în rolul principal. Regizori au fost Giorgio Capitani, Rudolf Jugert și Georg Marischka, iar producător Artur Brauner. Au mai participat actorii Rosanna Schiaffino, Sonja Ziemann, Maria Mahor, Heinz Erhardt, Ingeborg Schöner, Renate Ewert și Christiane Maybach.

## Moștenire culturală
Mai multe dintre proprietățile lui Axel Munthe sunt acum centre culturale.
El a lăsat moștenire vila San Michele națiunii suedeze. Ea este organizată ca o fundație suedeză și îndeplinește funcții complexe de centru cultural: găzduiește concerte, cărturari suedezi și este sediul consulatului suedez local. Aceeași fundație deține Muntele Barbarossa, care acoperă o suprafață de 5,5 hectare, și a rămas în continuare o zonă de protecție a păsărilor. 
În 1980, a fost formată fundația „Stiftelsen Hildasholm” cu scopul de a se îngriji de Hildasholm, casa lui Munthe din Suedia, organizată ca muzeu. Malcom Munthe a donat fundației casa și toate obiectele antice și de artă pe care le aceasta le conține. În anul 1988, casa a fost declarată clădire istorică și a beneficiat de o restaurare extinsă între anii 1995 și 1999. În afara primirii de vizite, casa găzduiește cursuri de artă și concerte. În septembrie 2003, aici a fost organizat un simpozion internațional privind personalitatea complexă a lui Axel Munthe.
Malcolm Munthe și-a dăruit mult din viață, după cel de-al Doilea Război Mondial, pentru a modifica cele două case ale familiei din Anglia. Copiii săi au format „Trustul de Caritate Pennington-Mellor-Munthe”, care deține Southside și Hellens Manor, și le folosește ca muzee, dar și pentru găzduirea de evenimente culturale: concerte, cursuri, acțiuni literare și altele. Membrii familiei locuiesc uneori în aceste case.